# Vicente Trueba
Vicente Trueba Pérez (16. oktober 1905 – 12. november 1986) var en spansk professionel landevejscykelrytter. Han er mest berømt for at blive den første vinder af den prikkede bjergtrøje i Tour de France 1933. Han sluttede også på en sjetteplads ved Tour de France.